# Tractebel
Tractebel Engineering S.A. è una società di ingegneria internazionale, di origine belga, attiva nei settori dell'energia (in particolare petrolio, gas e nucleare) e delle infrastrutture.
Fondata nel 1986, Tractebel appartiene al gruppo Engie.

## Storia

### Origine
Tractebel ha le sue origini in quattro società: la Compagnie Générale pour l’Éclairage et le Chauffage par le Gaz (creata en 1862), la Société Générale de Chemins de Fer Economiques (1880), la Compagnie Mutuelle de Tramways e la Société Générale Belge d'Entreprises Electriques (1895). Nel 1929, tre delle società si unirono per formare Electrobel. La quarta, Compagnie Mutuelle de Tramways, cambiò il nome in "Traction & Electricité" e poi in "Tractionel". Dopo decenni di collaborazione su numerosi progetti, Electrobel e Tractionel si uniranno nel 1986 per dare vita a Tractebel.

### Suez
Nel 1988, Suez assunse il controllo della Société générale de Belgique (SGB), che possedeva il 40% delle azioni di Tractebel.
Nel settembre 1996, SGB ha acquistato il 24,5% dal Groupe Bruxelles Lambert dal finanziere Albert Frère ed è diventato l'azionista di maggioranza nella seconda più grande società privata di elettricità in Europa.
Suez, che in seguito deteneva, attraverso l'SGB, il 53% del capitale è riuscito a controllarne quasi tutto a seguito di un'offerta di scambio pubblica nel novembre 1999.
Nel 2003, Tractebel si fuse con la Société générale de Belgique per formare Suez-Tractebel, una consociata del gruppo Suez. Nel 2008, a seguito della fusione di Suez con Gaz de France (GDF), Tractebel Engineering è diventata una filiale di GDF-Suez Energy Services.

## Dipartimenti
La sede principale è a Bruxelles. Esistono dipartimenti in Brasile (Leme Engenharia), Cile, Repubblica Ceca, Francia, India, Indonesia, Italia, Panama, Perù, Polonia, Romania, Turchia, Tailandia, Regno Unito, Emirati Arabi Uniti e Sudafrica.
In totale, circa 5600 persone lavorano per Tractebel Engineering.